# Tycho G
Tycho G — предполагаемый выживший компаньон предшественника сверхновой 1572 года. Звезда находится на расстоянии около 6400 ± 1500 световых лет от Солнца в созвездии Кассиопеи. Это звезда-субгигант, по температуре похожая на Солнце, но на более поздней стадии эволюции и с большей светимостью.

## Происхождение названия
Сверхновую SN 1572 часто называют сверхновой Тихо, по имени астронома Тихо Браге, наблюдавшего "новую звезду" в 1572 году. Индекс "G" возник в исследовании 2004 года, в котором перечислялись кандидаты в компаньоны предшественника сверхновой, обозначенные индексами от A до V.

## Подтверждение гипотезы о компаньоне
Tycho G удаляется от Солнца со скоростью 80 км/с, что заметно превышает среднюю скорость звезд в окрестности данного объекта. Параметры кинематики соответствуют предсказаниям некоторых моделей двойных со звездой-предшественником сверхновой, хотя в ряде работ гипотеза исключается.